# Эрдниев, Пюрвя Мучкаевич
Пюрвя Мучкаевич Эрдниев (15 октября 1921, урочище Хуцин-Толга, Малодербетовский улус, Калмыцкая автономная область — 16 апреля 2019) — педагог, математик-методист, академик Российской академии образования (1989), заслуженный деятель науки РСФСР, почётный гражданин Республики Калмыкия. Герой Калмыкии (2014).
Доктор педагогических наук, профессор, участник Великой Отечественной войны.

## Биография
В 1938 году окончил сельскую школу в Малых Дербетах.
В 1939—1940 годах учился в Астраханском педагогическом училище. Учёбу совмещал с работой учителя неполной средней школы. В 1940 году призван в ряды Красной Армии. Рядовым, сержантом, младшим лейтенантом прошёл всю войну. Награждён орденами Отечественной войны I и II степени, медалями.
После демобилизации в 1945 году поступил на физико-математический факультет Барнаульского педагогического института, окончив который в 1949 году стал работать заведующим учебной частью Нечунаевской семилетней школы Алтайского края. В 1957 году окончил аспирантуру Академии педагогических наук СССР с защитой диссертации «Развитие навыков самоконтроля в связи с активизацией процесса обучения математике», затем работал ассистентом, старшим преподавателем, доцентом Ставропольского педагогического института. С 1964 года по 2019 год заведовал кафедрой алгебры, геометрии и методики математики в Калмыцком университете.
В 1950—1970-х годах на материале школьной математики разработал систему укрупнения дидактических единиц (УДЕ). В 1972 году защитил в Алма-Ате диссертацию на степень доктора педагогических наук в форме научного доклада «Проблемы интенсификации обучения математике». В 1989 году был избран академиком Российской академии образования.
В 1989 году выиграл грант Президиума Академии педагогических наук СССР, по которому разработал и издал альтернативные учебники математики для учеников 1—8 классов российской средней школы.
В 1998 году удостоен премии Президента Российской Федерации в области образования за разработку «Новаторской и высокоэффективной технологии математического образования укрупнением дидактических единиц (УДЕ)». Её принципы изложены коллективом авторов (совместно с Б. Эрдниевым и О. Эрдниевым) в методических руководствах для учителей начальной школы и учителей математики. В 1999 году П. М. Эрдниев выиграл конкурс по международному внедрению этой передовой технологии.
Профессор П. М. Эрдниев является автором многочисленных публикаций, а также целого ряда монографий и учебных пособий, в том числе: «Укрупнение дидактических единиц как технология обучения» (М.: Просвещение, 1992), «Укрупнённые дидактические единицы на уроках математики 3—4 класса» (М.: Просвещение, 1995), «Обучение математике в начальных классах» (М.: Столетие, 1996) и другие.

## Семья
- Супруга — Бадмаева Буля Будмаевна (1924 г. рожд.).
- Дети:

Эрдниев Батыр (1946 г. рожд.), доктор педагогических наук;
Басхаева Мацака (1948 г. рожд.);
Будашова Лидия (1950 г. рожд.);
Эрдниев Очир (1959 г. рожд.), кандидат философских наук.
В 2005 году семья Эрдниевых стала лауреатом премии «Семья России» в номинации «Династия».

## Награды и премии
- Орден Отечественной войны 1-й степени
- Орден Отечественной войны 2-й степени
- Орден «Знак Почёта»
- Лауреат премии Президента Российской Федерации в области образования (1998)
- Заслуженный деятель науки РСФСР
- Заслуженный деятель науки Калмыцкой АССР
- Почётный гражданин Республики Калмыкия (1996)
- Звание «Герой Калмыкии» за выдающиеся достижения в области образования и науки, значительный вклад в дело процветания Республики Калмыкия[5].

## Труды
- Эрдниев П. М. Развитие навыков самоконтроля при обучении математике: учебное пособие / П. М. Эрдниев. — М.: Просвещение, 1957. — 69 с.
- Эрдниев П. М. Метод противопоставления на уроках арифметики в первом классе: пособие для учителей начальных классов. М.: Просвещение, 1966. Всего страниц — 135.
- Эрдниев П. М. Очерки по методике преподавания математики в средней школе: учебное пособие / П. М. Эрдниев. — Элиста: Калмыцкое кн. изд-во, 1968. — 344 с. : ил. — Библиогр.: с. 339.
- Эрдниев П. М. Взаимно обратные действия в арифметике. II—IV классы: (Одновременное изучение противоположных и сходных понятий) / П. М. Эрдниев. — М.: Просвещение, 1969. — 335 с.
- Эрдниев П. М. Аналогия в математике. — М., 1970.
- Эрдниев П. М. Методика упражнений по математике: учебное пособие / П. М. Эрдниев. — 2-е изд., испр. и перераб. — М.: Просвещение, 1970. — 319 с. : ил. — Библиогр.: с. 314.
- Эрдниев П. М., Эрдниев Б. П. Укрепление дидактических единиц в обучении математике: книга для учителя / П. М. Эрдниев, Б. П. Эрдниев. — М.: Просвещение, 1986. — 255 с.: ил. — Библиогр.: с. 253.
- Эрдниев П. М. Укрупнение дидактических единиц как технология обучения, ч. 1. — М.: Просвещение, 1992.
- Эрдниев П. М. Математика: учеб. для 5-6-х кл. сред. шк. / П. М. Эрдниев. — М.: Просвещение, 1993. — 383 с. : ил. — ISBN 5-09-004178-4
- Эрдниев П. М. Укрупнённые дидактические единицы на уроках математики 3—4 класса. — М.: Просвещение, 1995 г.
- Эрдниев П. М. Обучение математике в начальных классах. — М.: Столетие, 1996.